# Stazione di Bucarest Obor
Bucarest Gara Obor, chiamata anche Gara de Est (Stazione di Levante) è una stazione ferroviaria di Bucarest che viene utilizzata sia per il trasporto pubblico di passeggeri che per quello di merci.
È ubicata nel nord-est della città, nella zona Obor - Iancu, non troppo lontano dalla piazza Obor (dove sorge uno dei mercati all'aperto più grandi della città), senza essere però collegata direttamente con questa.
I filobus n° 69 e 85 (l'ultimo arriva fino a Gara de Nord) assicurano il collegamento con il centro della città.
Da qui partono i treni per il sud-est del paese (Fetești, Călărași e Costanza), incluso un treno giornaliero per Oltenița, principalmente treni di tipo: accelerat (treno diretto a lunga percorrenza) e personal (treno locale di 1ª-2ª classe).